# Communauté de communes du Val de Drôme en Biovallée
Pour l’article homonyme, voir Val de Drôme pour l'article sur la commune du Calvados.
La communauté de communes du Val de Drôme en Biovallée est une communauté de communes française, située dans le département de la Drôme en région Auvergne-Rhône-Alpes. Elle est située entre le Parc naturel régional du Vercors au nord-est, Valence au nord-ouest et Montélimar au sud-ouest.
Elle regroupe vingt-neuf communes de la vallée de la Drôme. L'intercommunalité existe dans la vallée de la Drôme depuis 1976 et le Syndicat d'Études et de programmation, devenu en 1980 le Syndicat d'aménagement du Val de Drôme.

## Historique
L'intercommunalité dans le val de Drôme existe depuis 1976. Le district (District Rural d'Aménagement du Val de Drôme), créé en 1987, devient communauté de communes en 2002.
Le schéma départemental de coopération intercommunale (SDCI) de la Drôme prévoyait, en 2011, de retirer les neuf communes du canton de Bourdeaux pour les rattacher à la communauté de communes du Pays de Dieulefit. Plusieurs amendements ont été déposés.
Le premier amendement proposait un renforcement de l'intercommunalité autour de la vallée de la Drôme, en rattachant Crest ainsi que la communauté de communes du Crestois à la communauté de communes (CC) du Val de Drôme, « reconstituant […] le territoire historique du Val de Drôme », mais aussi la CC du Pays de Saillans à celle du Diois, « reconstituant le territoire historique du Diois », Puy-Saint-Martin à la communauté d'agglomération Montélimar-Sésame et six communes (Bézaudun-sur-Bîne, Bourdeaux, Bouvières, Crupies, Les Tonils et Truinas à la communauté de communes du Pays de Dieulefit). Cet amendement a été retiré pour laisser place à deux autres amendements : le rattachement de Saint-Benoit-en-Diois à la CC du Diois et le maintien de Félines-sur-Rimandoule, Mornans et Le Poët-Célard dans la CC du Val de Drôme ; ce dernier ayant été adopté.
Il était d'ailleurs proposé le retrait de Puy-Saint-Martin et d'Ourches.
Le projet de SDCI de 2015 prévoyait de maintenir la structure intercommunale en l'état. Ce qui est confirmé lors de l'adoption de ce schéma en mars 2016.
Le 1er janvier 2021, Puy-Saint-Martin quitte la communauté de communes pour intégrer Montélimar-Agglomération

## Territoire communautaire

### Géographie
La communauté de communes se situe au centre du département de la Drôme, entre Valence et Montélimar, et à proximité des grands axes de communication (autoroute A7, route nationale 7, ligne ferroviaire à grande vitesse).

### Composition
La communauté de communes est composée de quatre zones découpées par bassin versant.

#### Bassin de la basse vallée de la Drôme
| Nom                   | Code Insee | Gentilé       | Superficie (km2) | Population (dernière pop. légale) | Densité (hab./km2) |
| --------------------- | ---------- | ------------- | ---------------- | --------------------------------- | ------------------ |
| Eurre (siège)         | 26125      | Eurrois       | 18,06            | 1 426 (2022)                      | 79                 |
| Allex                 | 26006      | Allexois      | 20,17            | 2 633 (2022)                      | 131                |
| Autichamp             | 26021      | Autichampais  | 6,25             | 152 (2022)                        | 24                 |
| Chabrillan            | 26065      | Chabrillanais | 17,75            | 755 (2022)                        | 43                 |
| Divajeu               | 26115      | Divajois      | 13,25            | 687 (2022)                        | 52                 |
| Grane                 | 26144      | Granois       | 44,84            | 2 136 (2022)                      | 48                 |
| Montoison             | 26208      | Montoisonnais | 16,11            | 1 935 (2022)                      | 120                |
| La Répara-Auriples    | 26020      | La Réparois   | 15,03            | 255 (2022)                        | 17                 |
| La Roche-sur-Grane    | 26277      | Rochois       | 12,23            | 190 (2022)                        | 16                 |
| Vaunaveys-la-Rochette | 26365      | Vaunaveysiens | 21,93            | 611 (2022)                        | 28                 |

#### Bassin de la Confluence
| Nom              | Code Insee | Gentilé        | Superficie (km2) | Population (dernière pop. légale) | Densité (hab./km2) |
| ---------------- | ---------- | -------------- | ---------------- | --------------------------------- | ------------------ |
| Ambonil          | 26007      | Amboniliens    | 1,23             | 102 (2022)                        | 83                 |
| Cliousclat       | 26097      | Cliousclatiens | 9,65             | 612 (2022)                        | 63                 |
| Livron-sur-Drôme | 26165      | Livronnais     | 39,52            | 9 272 (2022)                      | 235                |
| Loriol-sur-Drôme | 26166      | Loriolais      | 28,66            | 6 584 (2022)                      | 230                |
| Mirmande         | 26185      | Mirmandais     | 26,45            | 606 (2022)                        | 23                 |

#### Bassin de la Gervanne-Sye
| Nom                   | Code Insee | Gentilé          | Superficie (km2) | Population (dernière pop. légale) | Densité (hab./km2) |
| --------------------- | ---------- | ---------------- | ---------------- | --------------------------------- | ------------------ |
| Beaufort-sur-Gervanne | 26035      | Beaufortois      | 9,48             | 485 (2022)                        | 51                 |
| Cobonne               | 26098      | Cobonnois        | 11,2             | 168 (2022)                        | 15                 |
| Eygluy-Escoulin       | 26128      | Eygloulinois     | 26,53            | 60 (2022)                         | 2,3                |
| Gigors-et-Lozeron     | 26141      | Gigorois         | 35,27            | 219 (2022)                        | 6,2                |
| Montclar-sur-Gervanne | 26195      | Montclarois      | 29,63            | 195 (2022)                        | 6,6                |
| Omblèze               | 26221      | Omblèziens       | 44,92            | 60 (2022)                         | 1,3                |
| Plan-de-Baix          | 26240      | Planarudolphiens | 19,39            | 164 (2022)                        | 8,5                |
| Suze                  | 26346      | Suzois           | 14,43            | 247 (2022)                        | 17                 |

#### Bassin du Haut-Roubion
| Nom                    | Code Insee | Gentilé        | Superficie (km2) | Population (dernière pop. légale) | Densité (hab./km2) |
| ---------------------- | ---------- | -------------- | ---------------- | --------------------------------- | ------------------ |
| Félines-sur-Rimandoule | 26134      | Félinois       | 8,46             | 84 (2022)                         | 9,9                |
| Francillon-sur-Roubion | 26137      | Francillonnais | 10,8             | 185 (2022)                        | 17                 |
| Mornans                | 26214      | Mornansais     | 11,72            | 79 (2022)                         | 6,7                |
| Le Poët-Célard         | 26241      | Poëterots      | 8,34             | 147 (2022)                        | 18                 |
| Saou                   | 26336      | Saôniens       | 41,6             | 582 (2022)                        | 14                 |
| Soyans                 | 26344      | Soyanais       | 25,64            | 402 (2022)                        | 16                 |

### Démographie
| 1968   | 1975   | 1982   | 1990   | 1999   | 2010   | 2015   | 2021   |
| ------ | ------ | ------ | ------ | ------ | ------ | ------ | ------ |
| 17 656 | 17 243 | 20 683 | 23 303 | 25 292 | 28 272 | 29 543 | 30 900 |

## Administration

### Siège
Le siège de la communauté de communes est situé à Eurre.

### Les élus
À compter des élections municipales de mars 2020, le conseil communautaire sera composé de 61 membres, dont la répartition est la suivante :
| Nombre de délégués | Communes         |
| ------------------ | ---------------- |
| 15                 | Livron-sur-Drôme |
| 10                 | Loriol-sur-Drôme |
| 4                  | Allex            |
| 3                  | Grane, Montoison |
| 2                  | Eurre            |
| 1 (+ 1 suppléant)  | Autres communes  |

### Présidence
Le conseil communautaire du 24 avril 2014 a réélu son président, Jean Serret (maire de Eurre), et désigné ses onze vice-présidents  :
1. Jean-Marc Bouvier (1er adjoint à Montoison) ;
2. Olivier Bernard (maire de Livron) ;
3. Claude Aurias (maire de Loriol) ;
4. Robert Arnaud (conseiller municipal de Grane) ;
5. Béatrice Martin (maire de Gigors-et-Lozeron) ;
6. Jacques Fayollet (3e adjoint à Loriol) ;
7. Francis Fayard (1er adjoint à Livron) ;
8. Yves Pervier (3e adjoint à Saou) ;
9. Serge Krier (maire de Suze) ;
10. Jean-Louis Hilaire (maire du Poët-Célard) ;
11. Gillbert Pourret (maire d'Omblèze).

S'y est ajouté Gérard Crozier (élu à Allex).

### Compétences
L'intercommunalité exerce des compétences qui lui sont déléguées par les communes membres.
Une liste non exhaustive des domaines d'intervention de la communauté de communes figure ci-après.
Compétences obligatoires :
- développement économique :
  - aménagement, gestion et entretien des zones d'activités industrielle, commerciale, tertiaire, artisanale ou touristique d'intérêt communautaire,
  - élaboration, suivi et mise en œuvre de contrats de développement économique et touristique,
  - actions de maintien et de développement des activités économiques, etc. ;
- aménagement de l'espace :
  - élaboration, suivi et mise en œuvre des contrats d'aménagement du territoire,
  - réalisation de zones d'aménagement concerté et différé,
  - exercice du droit de préemption urbain,
  - schémas de cohérence territoriale et de secteur.

Compétences optionnelles :
- protection et mise en valeur de l'environnement :
  - gestion de l'eau et des cours d'eau, des déchets ménagers, assimilés, sélectifs et des déchèteries,
  - aménagement, gestion et entretien de la réserve naturelle des Ramières,
  - tout ce qui est relatif à l'énergie (énergies renouvelables, actions pour économiser l'énergie, etc.) ;
- politique du logement social d'intérêt communautaire et actions, par des opérations d'intérêt communautaire, en faveur du logement des personnes défavorisées : programme local de l'habitat, opérations programmées d'amélioration de l'habitat, programmes d'intérêt général ;
- équipements sportifs : construction/aménagement/entretien/gestion ;
- action sociale et culturelle ;
- communications électroniques.

### Régime fiscal et budget
La communauté de communes applique la fiscalité professionnelle unique.
Pour l'année 2015, elle affichait une dotation globale de fonctionnement (DGF) totale de 1 625 633 €, dont 291 474 € de bonification. Le potentiel fiscal s'élevait à 8 775 367 €, qui, rapporté à la population DGF de 31 793 habitants, donne 276,02 € par habitant.